# Gobernación de Arcángel
La gobernación de Arcángel (en ruso: Архангельская губерния, Arkhangelskaya guberniya) era una división administrativa (una gubernia) del Imperio ruso, la cual existió de 1796 hasta 1929. Su capital era la ciudad de Arcángel. La gobernación estaba localizada en el del norte del Imperio ruso y limitaba con las gobernaciones de Tobolsk al sureste, la de Vólogda al sur, la de Olónets al suroeste, con el Imperio sueco (más tarde con el Gran Ducado de Finlandia) al oeste, y con Noruega al noroeste. Al norte, la gobernación limitaba con los mares Blanco y Barents.
El área de la gobernación es actualmente repartido entre las óblast de Arcángel y Múrmansk, las repúblicas de Komi y Carelia, y el distrito autónomo de Nenetsia.

## Historia
En 1780 fue abolida la gobernación de Arjangelgorod, con capital en Arcángel, y transformada en el virreinato de Vólogda. El virreinato estaba subdividido en tres óblasts: Vólogda, Veliki Ústiug, y Arcángel. El 26 de marzo de 1784, la óblast de Arcángel fue segregado y se formó con su territorio el virreinato de Arcángel. El zar Pablo I emitió un decreto el 12 de diciembre de 1796 transformó el virreinato de Arcángel en una gobernación. Simultáneamente, el virreinato de Olónets fue abolido, y los uyezd de Kem y Povenet fueron transferidos a la gobernación de Arcángel.
En 1780, la óblast de Arcángel (y más tarde el virreinato de Arcángel) estaba subdividida en siete uyezds:
- Arcángel
- Kholmogory
- Kola
- Mezén
- Onega
- Pinega
- Shénkursk

Mezén, Onega, y Pinega fueron incorporadas como ciudades en 1780. Kola fue incorporada en 1784.
En 1801, porciones del uyezd de Povenet fueron transferidos a la gobernación de Olónets, mientras el de Kem quedó en la de Arcángel. En 1854, la ciudad de Kola fue destruida durante la guerra de Crimea, y el uyezd de Kola fue fusionado con el de Kem. En 1883, el uyezd de Kola fue restaurado.
La estructura de la gobernación permaneció después de la revolción de 1917. En 1918, la parte occidental del uyezd de Aleksandrov fue transferido a Finlandia, y el resto del uyezd fue incorporado a la gobernación  de Múrmansk. En 1920, el uyez de Kem fue transferido a la Comuna Laboral de Carelia, que más tarde fue convertida en la República Socialista Soviética Carelo-Finesa. En 1922, la parte más importante del uyezd de Pechora fue movido al recién establecido óblast autónomo Komi-Ziriano.
En el periodo siguiente, los cambios administrativos en la gobernación ocurrieron casi de forma anual. En 1928, la gobernación constaba de cinco uyezds: Arcángel, Mezén, Onega, Pinega, y Shénkursk.
El 14 de enero de 1929, por orden del Comité Ejecutivo Central Panruso, tres gobernaciones (Arcángel, Vólogda, y Dvina Septentrional) y la óblast autónomo Komi-Ziriano fueron fusionadas en el krai del Norte.

## Demografía

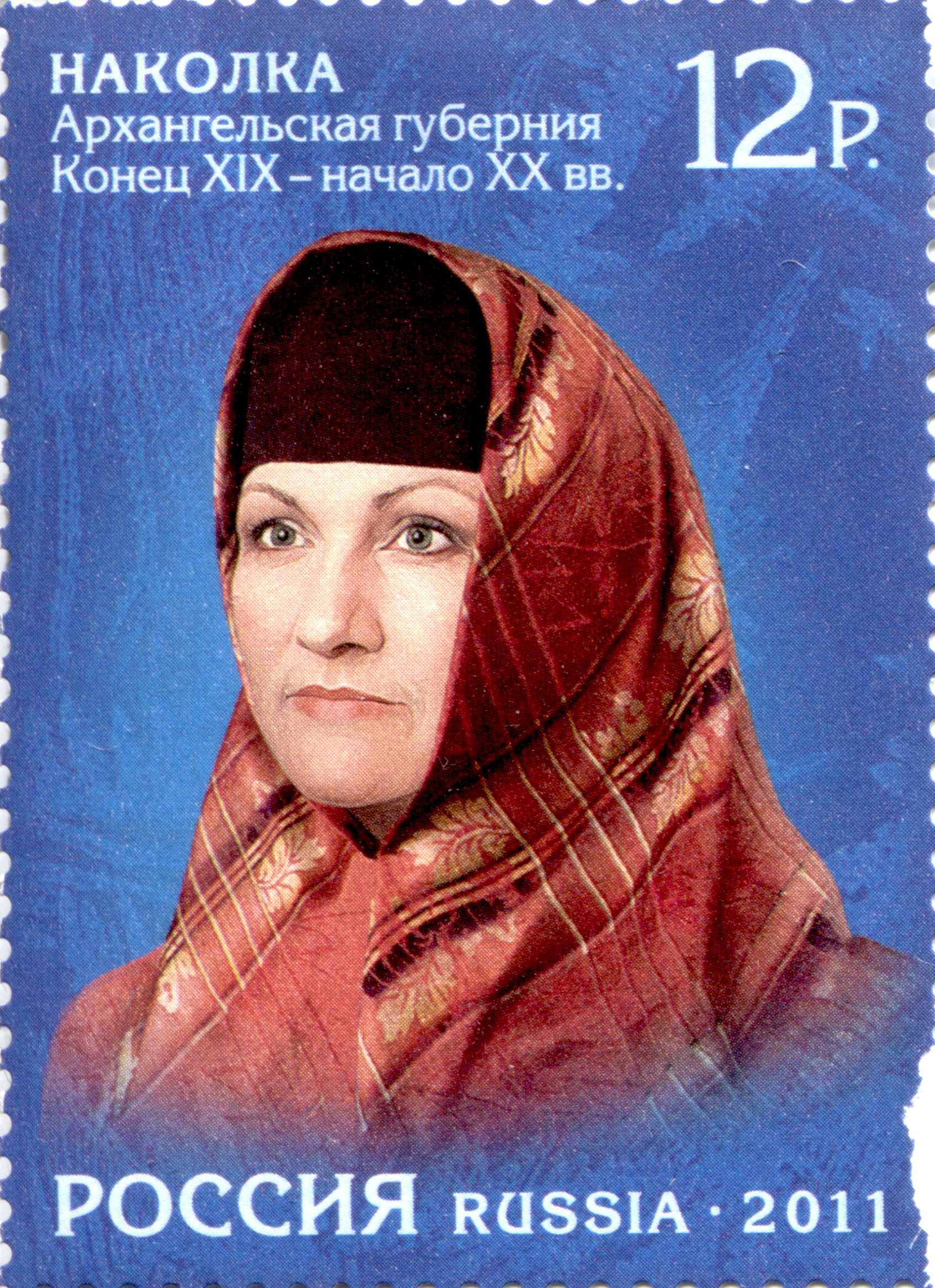
Mujer "Nakolka" de la gobernación de Arcángel, finales del.

### Lengua
Por el censo imperial de 1897.
| Lengua          | Número  | Porcentaje (%) | Hombres | Mujeres |
| --------------- | ------- | -------------- | ------- | ------- |
| Ruso            | 294 865 | 85.1           | 139 174 | 155 691 |
| Ziriano         | 23 259  | 6.7            | 11 058  | 12 201  |
| Carelia         | 19 522  | 5.6            | 8737    | 10785   |
| Samoyeda        | 3 874   | 1.1            | 2 030   | 1 844   |
| Lapi            | 1 742   | 0.5            | 870     | 872     |
| Finlandés       | 1 276   | 0.4            | 645     | 631     |
| Polaco          | 456     | 0.0            | 350     | 106     |
| Alemán          | 309     | 0.0            | 118     | 191     |
| Bielorruso      | 256     | 0.0            | 133     | 123     |
| Yidis           | 253     | 0.0            | 156     | 97      |
| Noruego y danés | 226     | 0.0            | 125     | 101     |
| Romaní          | 147     | 0.0            | 84      | 63      |
| Lituano         | 81      | 0.0            | 80      | 1       |
| Ucraniano       | 51      | 0.0            | 45      | 6       |
| Estonio         | 76      | 0.0            | 70      | 6       |
| Otros           | 143     | 0.0            | 109     | 34      |
| Total           | 346 536 | 100.0          | 163 784 | 182 752 |